# Kamienica Millerowska w Warszawie
Kamienica Millerowska w Warszawie – klasycystyczny, trzypiętrowy oraz pięcioosiowy budynek z handlowym parterem znajdujący się na Krakowskim Przedmieściu 63.

## Historia
W roku 1669 mieszczanin Chabaszowski wybudował pierwszą wersję kamienicy, czyli drewniany dom. W 1700 zmienił się właściciel, był nim Adam Miller, który na miejscu drewnianego domu wzniósł murowany budynek. Następnymi właścicielami budynku byli potomkowie Adama Millera. Kolejną renowację kamienica przeszła w latach 1767–1774. Wybudowana na fundamentach starego domu przez siodlarza Jakuba Millera, jest ostatnią wersją kamienicy. Kolejnym właścicielem, w roku 1790 był Kamil Miller. W latach 1822–1829 dobudowano oficynę. Na początku XX wieku J.S. Pawlik prowadził w kamienicy swój skład bławatniczo-bieliźniany. Było to pierwsze przemysłowe wykorzystanie budynku, do tego czasu pełnił funkcję mieszkalną. Również uproszczono fasadę kamienicy, usuwając większość zdobień.
Podczas Powstania Warszawskiego Kamienica Millerowska uległa zniszczeniu. Mury budynku upadły, ocalała jedynie piwnica. Zaraz po wojnie rozebrano ruiny kamienicy, a jej rekonstrukcją zajął się architekt Teodor Bursche. Odbudowę zaczęto na potrzeby Zakładu Osiedli Robotniczych w 1949, i trwała ona rok. 
Mieszkała tu Joanna Guze, polska tłumaczka, krytyk i historyk sztuki, popularyzator malarstwa.
Kamienica została wpisana do rejestru zabytków 1 lipca 1965 pod pozycją 227.